# Фрамуга

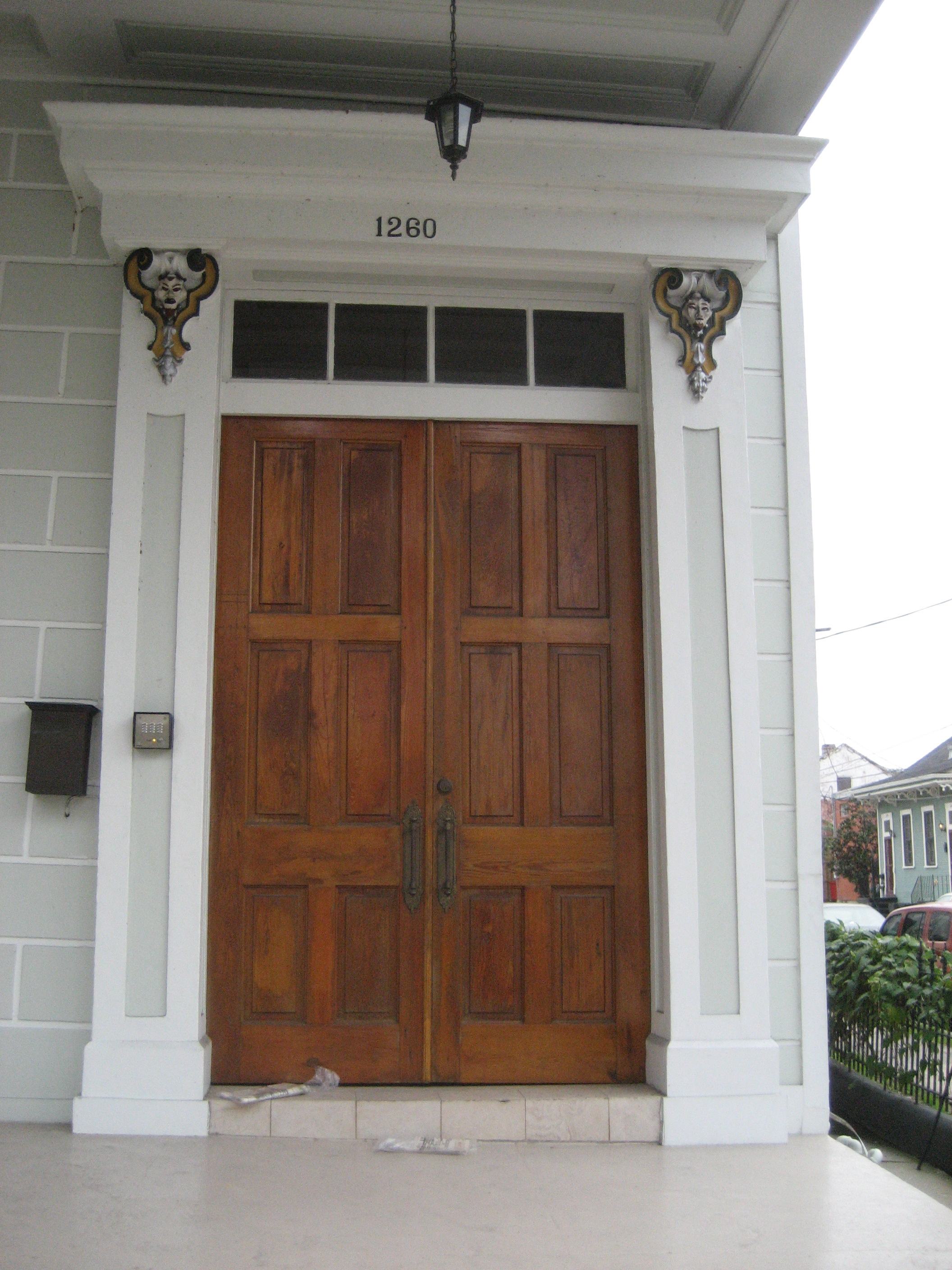
Фрамуга над дверью

Фраму́га (пол. framuga — проём, ниша) — горизонтальная верхняя глухая часть окна, боковая или верхняя часть проёма двери.
Фрамугой могут называть одно из двух заполнений оконного проема.
В обиходе, просторечии, фрамугой называют также открывающуюся вниз (откидную) верхнюю часть оконной рамы, что часто используется для безопасности детей и проветривания без сквозняков, поскольку холодный воздух снаружи, опускаясь, постепенно прогревается.
Оконная фрамуга делается глухой, а иногда незастеклённой.
Когда слово «фрамуга» используют в отношении дверей, обычно так называют верхние или боковые отсеки, которые могут иметь прямоугольную, дугообразную, косоугольную, треугольную и т.д. форму. Фрамуга может иметь смотровое отверстие, остекление, кованую решётку и т.д., может быть изготовлена из дерева, пластмассы (ПВХ), металла, гипсокартона. Фрамуги с остеклением служат для украшения помещения и улучшения освещённости.
Глухие фрамуги могут применяться вместо возведения стен при установке дверей в небольших проходах для улучшения газовой, шумовой и тепловой изоляции помещения. Они применяются также для массивных окон и дверей, когда нельзя сделать открывающейся всю конструкцию из-за превышения нагрузки. Для верхней секции возможна открывающаяся конструкция.